# Беннарс, Ринус
Мари́нус Аполонния Бе́ннарс (нидерл. Marinus Apolonia Bennaars; 14 октября 1931, Берген-оп-Зом, Северный Брабант — 8 ноября 2021, Берген-оп-Зом, Северный Брабант) — нидерландский футболист, играл на позиции полузащитника.

## Биография

### Клубная карьера
Начинал карьеру в клубе Второго дивизиона ДОСКО, за который играл в течение семи сезонов. 
В 1958 году перешёл в «НАК», за который играл в течение одного сезона. В 1959 году перешёл в «Фейеноорд», за который играл в течение пяти сезонов и выиграл два чемпионских титула в 1961 и 1962 годах. Всего за роттердамский клуб сыграл 133 матча и забил 43 гола. Завершил карьеру в клубе «Дордрехт», в котором играл в течение двух сезонов.

### Карьера в сборной
В составе сборной Нидерландов принимал участие на олимпийском футбольном турнире 1952 года, где сыграл в матче со сборной Бразилии (1:5). Всего за сборную Нидерландов сыграл 15 матчей, в которых забил 2 гола.

### Смерть
Скончался 8 ноября 2021 года в возрасте 90 лет от последствий заражения коронавирусом.

## Достижения
«Фейеноорд»
- Чемпион Нидерландов (2) : 1960/61, 1961/62